# Col de Gries
Le col de Gries (Griespass en allemand et passo del Gries en italien) est un col alpin, situé à 2 452 m, accessible par un sentier. Il se trouve sur la crête principale des Alpes du sud, sur la frontière entre l'Italie et la Suisse.

## Géographie
Le versant nord du col, celui en Suisse, est situé au sud-est du canton du Valais. Depuis la route du col du Nufenen provenant de la vallée de Conches, une route permet d'accéder au barrage du lac de Gries (Griessee), lac artificiel en contrebas du col de Gries. À l'ouest du col, le glacier de Gries (Griesgletscher) alimente le lac. Côté italien, il est situé dans le nord du Piémont. Le col est à l'extrémité nord du val Formazza dans lequel coule le Toce. Au sud du col, un peu plus bas dans la vallée, se trouve le lac de Morasco.

## Histoire
Ce col a probablement été utilisé dès l'âge du bronze puis à l'époque romaine. Au XIIIe siècle, les Walser franchissent le col pour coloniser le val Formazza. Il est ensuite l'objet d'un trafic commercial, du bétail et du fromage sont vendus au sud des Alpes, du riz et du vin au nord. En 1397, Ossola, le val Formazza, Münster-Geschinen et Berne s'engagent pour la construction d'un chemin muletier. La mise en place du chemin de fer du Gothard, en 1882, mit fin à l'exploitation de ce chemin. La construction de la route du Nufenen et du barrage de Gries ont détruit en grande partie ce chemin, du côté suisse. En 2000, le sentier est rétabli depuis le hameau de Zum Loch (Ulrichen, Suisse) jusqu'à la frontière.